# Heksetydyna
Heksetydyna – organiczny związek chemiczny z grupy pochodnych pirymidyny. Wykazuje szerokie działanie przeciwbakteryjne.

## Spektrum działania
Heksetydyna działa przede wszystkim na bakterie (zarówno na bakterie gram-dodatnie, jak i bakterie gram-ujemne). Działa także na grzyby chorobotwórcze.

## Mechanizm działania
Powoduje uszkodzenie ściany komórkowej bakterii oraz zmiany w układzie enzymatycznym bakterii, co powoduje obumieranie tych komórek.

## Wskazania
Heksetydyna jest stosowana w zakażeniach jamy ustnej oraz profilaktyce zakażeń jamy ustnej.

## Przeciwwskazania
Brak przeciwwskazań.

## Działania niepożądane
Czasami występują dermatozy alergiczne, kontaktowe, zaburzenia smakowo-węchowe.

## Dawkowanie
W zakażeniach jamy ustnej, dziąseł, gardła 0,1–0,2% roztwory 3 razy dziennie.